# Nguyễn Văn Ngọc (trung tướng)
Nguyễn Văn Ngọc là một Trung tướng Công an nhân dân Việt Nam, giáo sư, tiến sĩ người Việt Nam. Ông nguyên là Giám đốc Học viện An ninh nhân dân. Ông được phong tặng danh hiệu Nhà giáo Nhân dân năm 2014.

## Giáo dục
Ông tốt nghiệp Đại học An ninh nhân dân vào năm 1979.

## Sự nghiệp
Sau khi tốt nghiệp Đại học An ninh nhân dân vào năm 1979, ông được giữ lại trường làm giảng viên nghiệp vụ.
Tính đến khi được phong học hàm Giáo sư vào năm 2010, ông có 31 năm công tác giảng dạy liên tục. Lúc được phong học hàm Giáo sư, ông đang là Đại tá, Phó Giám đốc Học viện An ninh nhân dân.
Ngày 13 tháng 11 năm 2014, ông được phong tặng danh hiệu Nhà giáo Nhân dân. Lúc này ông đang là Thiếu tướng, Giám đốc Học viện An ninh Nhân dân.
Năm 2016, ông được thăng quân hàm từ Thiếu tướng lên Trung tướng.
Ông hiện là Bí thư Đảng ủy Đảng Cộng sản Việt Nam ở Học viện An ninh nhân dân.

## Danh hiệu
- Nhà giáo Ưu tú (năm 2006)[4]
- Chiến sĩ thi đua cấp Bộ Công an (năm 2006)[4]
- Huân chương Bảo vệ Tổ quốc hạng Ba (năm 2006)[4]
- Bằng khen của Thủ tướng Chính phủ (năm 2011)[4]
- Huân chương Lao động hạng Ba của Nhà nước Cộng hòa Dân chủ Nhân dân Lào[4]
- Huân chương Hữu nghị của Nhà nước Cộng hòa Dân chủ Nhân dân Lào[4]
- Nhà giáo Nhân dân (tháng 11 năm 2014)[4]

## Tác phẩm
Tính đến năm 2014, ông là tác giả của 7 giáo trình được đưa vào giảng dạy tại Học viện An ninh nhân dân, 21 bài báo đăng trên các tạp chí chuyên ngành an ninh nhân dân, chủ nhiệm một đề tài cấp Bộ Công an Việt Nam được xếp loại tốt và một đề tài nghiên cứu khoa học cấp Nhà nước được xếp loại xuất sắc.